# Alexis II Comnène
Vous lisez un « bon article » labellisé en 2015.
Pour les articles homonymes, voir Alexis II et Alexis Comnène (homonymie).
Alexis II Comnène (en grec byzantin : Αλέξιος Βʹ Κομνηνός), né le 10 septembre 1169 et mort en octobre 1183, est un empereur byzantin de 1180 à 1183. Fils de Manuel Ier Comnène et de Marie d'Antioche, il épouse en 1180 Agnès de France, fille de Louis VII le Jeune et d'Adèle de Champagne et rebaptisée Anna.
Alexis II est couronné co-empereur deux ans après sa naissance et succède à son père quelques mois après son mariage. Sa mère, Marie d'Antioche, assume la régence avec le protosébaste Alexis Comnène, neveu de Manuel Ier Comnène. Leur régime favorise à tel point les marchands italiens et l'aristocratie du palais que le mécontentement populaire permet à Andronic Comnène, un autre membre de la maison Comnène, de fomenter une révolution qui chasse la régence à la suite du massacre des Latins de Constantinople. Affectant la plus parfaite loyauté à l'endroit de l'empereur, Andronic fait couronner Alexis II Comnène une deuxième fois le 16 mai 1182. D'un caractère faible, surtout porté vers les plaisirs, l'adolescent est totalement sous la coupe d'Andronic, y compris en condamnant à mort sa propre mère l'année suivante. En septembre 1183, Andronic Ier Comnène se fait couronner co-empereur, puis, n'ayant plus besoin d'Alexis II, fait étrangler celui-ci deux mois plus tard. Par la suite, plusieurs personnages prétendent être Alexis II pour revendiquer le trône.

## Sources
Né une dizaine d'années avant Alexis II et membre de la petite noblesse, Nicétas Choniatès est la principale source de référence pour la période 1118-1206. D'abord fonctionnaire dans la région de la mer Noire, il revient par la suite à Constantinople. Retiré de la vie publique durant le règne d'Andronic Ier Comnène, il reprend du service lors de l'avènement d'Isaac II Ange. Après la chute de Constantinople aux mains des croisés, il s'enfuit à Nicée à la suite de l'empereur Théodore Ier Lascaris. C'est là qu'il complète son Histoire des temps (Chronike diegesis) en 21 volumes. Celle-ci commence là où s'achève le récit d'Anne Comnène et retrace en détail l'histoire des troisième et quatrième croisades. Il y rédige également une autre œuvre, moins importante, « Sur les statues détruites par les Latins ».

## Succession deManuelIerComnène

L'Empire byzantin en 1180.

Le règne de Manuel Ier Comnène (1143-1180) avait marqué l'apogée de la « restauration Comnène ». En 1161, il avait épousé en secondes noces Marie d'Antioche, sœur du prince Bohémond III d'Antioche et fille de Raymond de Poitiers. Étrangère et première Latine à régner à Constantinople, celle-ci ne fut jamais acceptée ni par la famille Comnène ni par le peuple de Constantinople,. Manuel, alors au sommet de sa puissance, en paix avec les Normands et l'empereur du Saint-Empire Frédéric Barberousse, avait signé une trêve avec l'émir d'Alep Nur ad-Din et avec le sultan Seldjoukide Kılıç Arslan Ier qui s'étaient reconnus vassal de l'Empire. Il voulut profiter de la mort du roi Géza II de Hongrie pour mettre au pas ce pays qui, avec la Serbie, constituaient une source constante d'agitation et les forcer à rendre à l'Empire la région de Smyrne et la Dalmatie. Deux prétendants au trône s'affrontaient : Étienne IV de Hongrie qui, en tant que collatéral le plus âgé, était reconnu par la loi comme le prétendant légitime et Étienne III de Hongrie, fils de Géza II de Hongrie. Lorsqu'Étienne III l'emporta l'année suivante, Manuel Ier Comnène conclut avec lui un traité en fonction duquel le jeune frère de celui-ci, Béla de Hongrie, serait envoyé à Constantinople et fiancé à Marie Comnène, fille du basileus. Ayant reçu le titre de despote et Manuel n'ayant pas d'héritier mâle, il serait appelé à lui succéder, réunissant ainsi la Hongrie à l'Empire. Étienne III percevait les intentions de Manuel, et, s'il accepta d'envoyer Béla à Constantinople, il retint son apanage, c'est-à-dire Smyrne et la Dalmatie. Une guerre de six ans s'ensuivit au terme de laquelle Manuel parvint à reconquérir ces deux territoires.
Alexis II naquit le 10 septembre 1169 et remplaça alors Béla comme héritier légitime. Ce dernier fut rétrogradé au rang de césar et ses fiançailles avec Marie rompues. Il demeura cependant à la cour de Constantinople et épousa Agnès d'Antioche, demi-sœur de l'impératrice. Un nouveau conflit aurait pu éclater après qu'Alexis eut été couronné co-empereur en 1171. Cependant, Étienne III mourut en 1173, une délégation hongroise vint alors demander que Béla retourne à Budapest pour lui succéder. Manuel Ier Comnène accepta à condition que Béla lui jura de maintenir les intérêts de Constantinople, se comportant ainsi en véritable suzerain. Les relations avec la Hongrie devaient continuer à occuper une place importante pendant le court règne d'Alexis II,,.
Manuel Ier Comnène mourut le 24 septembre 1180 alors que son fils n'avait que onze ans. Quelques mois auparavant, afin de compléter sa réconciliation avec Louis VII le Jeune roi des Francs, il avait marié le jeune Alexis à la fille de Louis VII le Jeune, Agnès de France, elle-même âgée de neuf ans. En cas de minorité, il avait confié la régence à Marie d'Antioche à condition que celle-ci prenne l'habit monastique. Obéissant aux volontés de son époux, Marie revêtit la mandya et prit le nom de « Xena », l'étrangère,. Ceci ne l'empêcha nullement toutefois de continuer à vivre au palais et de prendre un amant, le protosébaste Alexis Comnène, neveu de Manuel et oncle de la reine de Jérusalem, avec qui elle continua à diriger les affaires de l'État. Si les succès militaires de Manuel Ier Comnène compensaient aux yeux des Byzantins son penchant pour tout ce qui venait d'Occident, ils n'avaient pas la même tolérance pour son épouse qui, en plus d'être latine, avantageait les marchands italiens et francs lesquels, en vertu des privilèges qui leur avaient été accordés, menaient une concurrence jugée déloyale aux marchands locaux,,.

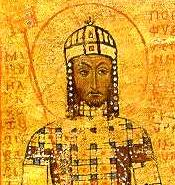
Manuel Ier Comnène, père d'Alexis II Comnène.

Rapidement, une conspiration ourdie par des membres de la famille Comnène se forma autour de la fille de Manuel, Marie Comnène et de son mari Rénier de Montferrat. Le but était probablement d'assassiner le protosébaste et de permettre aux membres de la famille d'exercer la régence au nom d'Alexis II. Dénoncés, Marie et Rénier se réfugièrent à Sainte-Sophie sous la protection du patriarche Théodose le Boradiote, de mercenaires géorgiens et italiens ainsi que de gens du peuple. Ils y demeurèrent deux mois marqués par une agitation toujours plus vive. Finalement, ils consentirent à se rendre moyennant une amnistie accordée par la régence. Le patriarche, pour sa part, fut envoyé en exil provoquant un nouveau soulèvement. Faisant à nouveau preuve de faiblesse, la régence lui permit de revenir en grande pompe à Constantinople,,,.

## Guerres contreBélaIIIde Hongrie etKılıç ArslanII

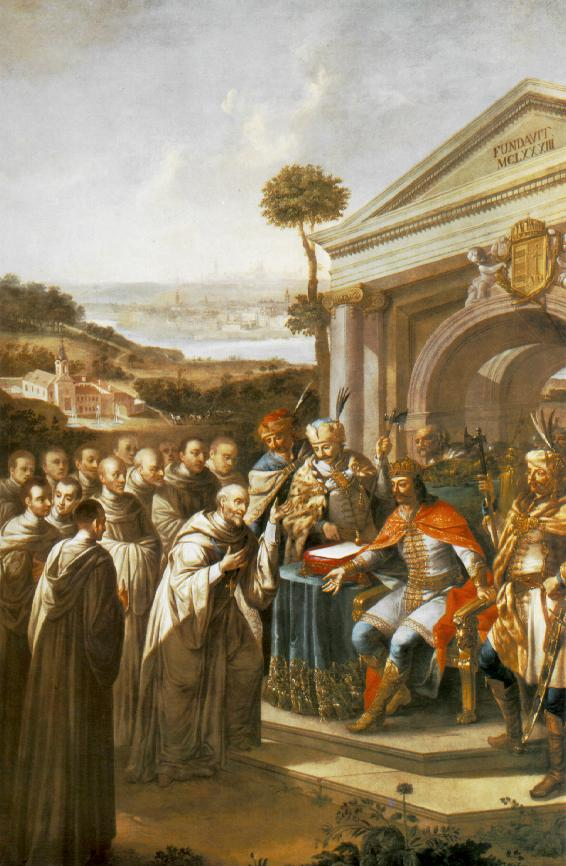
Le roi Béla III de Hongrie, grand ami de Manuel Ier Comnène, se hâta de reprendre la région de Smyrne et la Dalmatie à la mort de ce dernier.

Pour sa part, Alexis II ne semblait montrer aucune disposition pour le pouvoir. Nicétas Choniatès le décrit comme :

« Ce jeune prince si plein de vanité et d'orgueil et pourtant si démuni de tout talent et de toute capacité qu'il était incapable de faire la moindre chose… Il passait sa vie à jouer ou à chasser, tout en acquérant l'habitude de vices invétérés. »

Devant la faiblesse de la régence, Béla III de Hongrie que ne retenait plus son amitié personnelle pour Manuel Ier, se hâta de reprendre la Dalmatie, la plus grande partie de la Croatie et la région de Smyrne en 1181. En 1183, avec l'aide du grand joupan Stefan Nemanja de Serbie, il attaqua l'Empire : Belgrade, Braničevo, Niš furent conquises et pillées. En Asie mineure, Kılıç Arslan II réussit à couper le lien entre l'Empire et la côte en s'emparant de Cotyaeum (aujourd’hui Kütaya) en Phrygie, de Sozopolis en Pisidie, et se rendit jusqu'à Antalya, pendant que le roi d'Arménie, Roupen III d'Arménie, s'avançait en Cilicie byzantine,,.

## Usurpation d'AndronicIerComnène
Andronic Comnène entra alors en scène. Fils d'Isaac Comnène le frère de Jean II Comnène, il avait été élevé à la cour du sultan d'Iconium en compagnie de son cousin germain, le futur empereur Manuel Ier Comnène avec qui il se brouilla à maintes reprises. Contrairement au futur empereur, il détestait autant la noblesse féodale que l'esprit pro-occidental régnant à la cour. Esprit cultivé, excellent soldat, fin courtisan, c'était aussi un homme dénué de tout scrupule, avide de pouvoir et fort ambitieux. Sa liaison avec la sœur de la maîtresse du basileus lui avait valu d'être écarté de Constantinople et envoyé comme duc de Cilicie en 1151. Convaincu de complot contre l'empereur, il avait abouti en prison en 1154 d'où il s'était échappé pour trouver refuge à la cour du grand prince Iaroslav II de Kiev. Réconcilié une première fois avec Manuel, il retrouva son poste de gouverneur de Cilicie, mais ne tarda pas à le perdre à nouveau par son inconduite. Commença alors une vie errante qui le conduisit à Beyrouth, Damas, Bagdad, Mardin puis Erzerum. Réconcilié à nouveau avec Manuel Ier Comnène, peu avant la mort de celui-ci, il revint à Constantinople, lui jurant fidélité éternelle ainsi qu'à son fils Alexis II Comnène. Autant par sagesse politique qu'en raison du scandale que représentait la liaison d'Andronic avec la cousine de celui-ci, la reine Théodora Comnène, veuve du roi Baudouin III de Jérusalem, avec qui il avait eu deux enfants, Manuel l'éloigna de la capitale et en fit le gouverneur de la province du Pont sur la mer Noire,,,,.

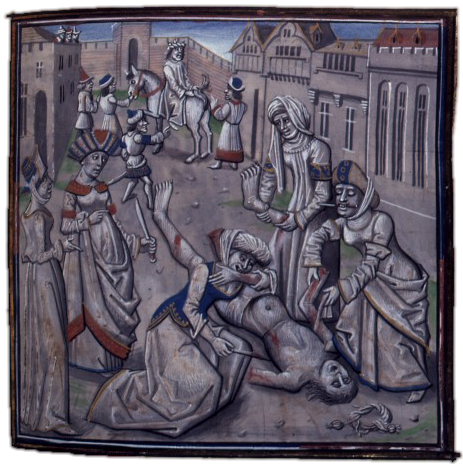
Au cours de son règne, Andronic Ier Comnène tenta de réformer l'administration en profondeur. Mais ne connaissant d'autre méthode que la violence, il sera rapidement renversé et littéralement mis en pièces par la population de Constantinople.

C’est là qu'Andronic apprit le décès de Manuel Ier et l'hostilité grandissante dont la régence faisait l'objet.
Il commença par envoyer une lettre à l'empereur et au patriarche pour dénoncer les abus de la cour et les pouvoirs du protosébaste. Puis, en avril 1182, sentant le moment venu d'entrer en action, il marcha sur Constantinople avec une petite armée. Les troupes envoyées par la régence et commandées par Andronic Doukas Ange pour lui barrer la route auraient dû s'avérer suffisantes pour arrêter sa marche. Toutefois, il parvint à les défaire près de Nicomédie, à la suite de quoi les troupes d'Andronic Doukas Ange se rallièrent à lui tout comme l'amiral de la flotte impériale, Kontostephanos, en Chalcédoine. Désormais en position de force, il rejeta le compromis offert par le protosébaste, fit arrêter celui-ci, le fit jeter en prison et quelque temps après le fit aveugler. Il exigea également l'entrée définitive de Marie d'Antioche dans un couvent. En mai, le peuple de Constantinople qui s'était entre-temps rallié à Andronic Ier donna libre cours à la fureur accumulée depuis des années contre les Génois et les Pisans. Nombre de ceux-ci s'étaient déjà enfuis à l'approche des troupes d'Andronic Ier. Ceux qui restaient furent assassinés. Les rescapés qui réussirent à atteindre la Syrie répandirent des récits d'horreur, comme celui de l'hôpital des chevaliers de Saint-Jean où les malades furent tués dans leur lit, ou celui du légat papal décapité par la foule dont la tête fut attachée à la queue d’un chien, y mêlant les accusations habituelles de schisme et de collusion avec le monde musulman. Il n'en fallait pas moins pour unir contre Constantinople les cours européennes, la papauté et les royaumes latins détruisant ainsi le potentiel de bonne volonté accumulé par Manuel Ier Comnène,,,,,.
Certain de pouvoir renverser la régence, Andronic fit son entrée à Constantinople en septembre et s'empressa de faire couronner Alexis II Comnène à Sainte-Sophie. Ensuite, il fit empoisonner Marie Comnène et Rénier de Montferrat avant d'obliger le jeune Alexis II à signer l'arrêt de mort de sa mère, Marie d'Antioche, accusée de collusion avec le roi de Hongrie. Elle fut étranglée dans sa cellule. Le patriarche Théodose le Boradiote, sentant ce qui allait venir et sachant qu'il ne pourrait y résister préféra démissionner et fut remplacé par un fidèle d'Andronic Ier, Basile II Kamatéros. Enfin, la plupart des dignitaires du palais furent remplacés par des hommes dévoués à Alexis. En septembre 1183, après que deux des fils d'Andronic Doukas Ange, Théodore et Isaac, eurent quitté leur refuge en Palestine pour fomenter une rébellion à Nicée, Andronic Comnène jugea bon de se faire couronner co-empereur. Quelques semaines plus tard, Alexis II Comnène était étranglé dans son lit et son corps jeté dans le Bosphore. Seul empereur, Andronic Ier Comnène se hâta d'épouser la veuve d'Alexis, Agnès de France, de cinquante ans sa cadette. Par la suite, divers usurpateurs empruntèrent l'identité d'Alexis II et prétendirent à son héritage. L'un d'entre eux força même l'empereur Alexis III Ange à négocier avec lui après avoir trouvé refuge chez le sultan d'Iconium,,,,,.

## LesPseudo-AlexisII
Une des originalités liées à Alexis II est la multiplicité des personnages ultérieurs qui se réclament de son identité, pour s'arroger un droit au trône impérial à la suite de l'usurpation d'Andronic mais aussi sous le règne d'Isaac II Ange (1185-1195). Selon Jean-Claude Cheynet, ils sont les incarnations de la popularité de la dynastie des Comnènes alors en phase d'extinction. Dès 1184, un jeune paysan originaire de Bagénétia se fait passer pour l'empereur défunt, probablement à l'instigation d'un moine du nom d'Alexis Sikountènos, qui le fait voyager à travers les Balkans avec un certain succès. Les Normands se servent même de lui pour prétendre agir en son nom et le rétablir sur le trône, justifiant par-là leur invasion de l'Empire byzantin en 1185. Par la suite, d'autres hommes s'emparent de cette identité en Asie Mineure. En 1192, l'un d'eux, surnommé Kausalônès, se rend auprès du sultanat de Roum pour demander le soutien de Kılıç Arslan II. Ce dernier, probablement méfiant, ne lui octroie pas un soutien officiel mais lui permet de recruter plusieurs milliers de Turcomans et, avec cette armée, le Pseudo-Alexis II pénètre dans la vallée du Méandre sans rencontrer trop d'oppositions. En effet, le frère d'Isaac II, Alexis Ange se montre peu efficace. Finalement, il est tué par un prêtre au sein de son campement, lui reprochant probablement son alliance avec des Musulmans. Selon certains témoignages, sa ressemblance avec Manuel Ier est frappante. Peu après, un autre Pseudo-Alexis II se manifeste en Paphlagonie avant d'être arrêté et exécuté par Théodore Choumnos puis, en 1195-1196, c'est un homme originaire de Cilicie qui se réclame de l'identité d'Alexis II. Soutenu par les Turcs de la région d'Ancyre, il sème le trouble sur la frontière avec l'Empire byzantin, désormais dirigé par Alexis III Ange qui doit se déplacer en personne. L'empereur se rend notamment à Malagina pour convaincre la population, récemment approchée par le pseudo-Alexis, que celui-ci est un imposteur. Ce dernier est finalement tué à Gangra dans des circonstances mystérieuses,.

## Analyse du règne
De par la brièveté du règne et en raison du peu d'implications dans les affaires publiques d'Alexis II, il est difficile de déterminer les réussites ou les échecs à mettre à l'actif de cet empereur. 

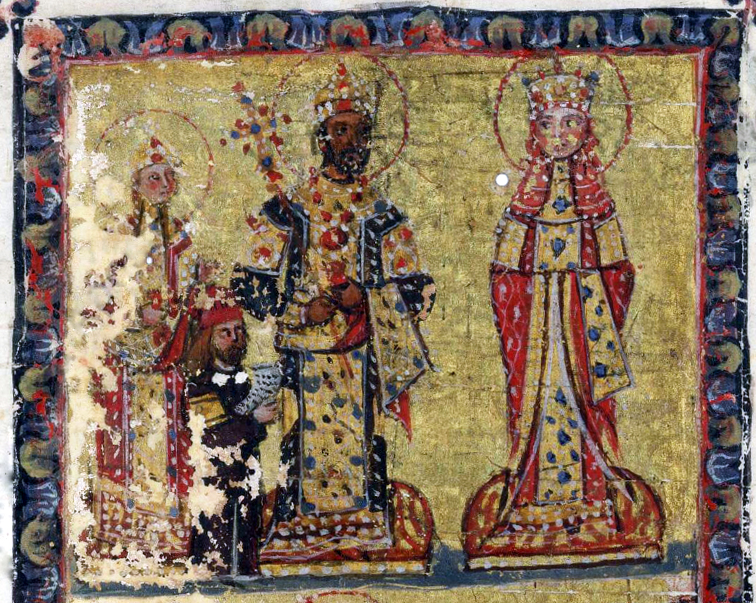
Enluminure d'un manuscrit représentant Manuel Ier au centre entouré d'Agnès de France et du jeune Alexis II.

En revanche, la rapidité avec laquelle la situation intérieure de l'Empire byzantin se dégrade après la mort de Manuel Ier Comnène symbolise la faiblesse des fondations du pouvoir impérial sous la dynastie Comnène. Déjà durant les règnes des empereurs précédents, des membres de la famille Comnène ont tenté de mettre la main sur le trône, à l'image d'Anne Comnène qui essaie d'évincer Jean II Comnène lors de la succession d'Alexis Ier Comnène. Dès lors qu'Alexis II n'est pas en mesure de prendre les rênes du pouvoir et qu'une régence se met en place, la puissance des liens familiaux sur laquelle est basée la légitimité des Comnène s'effondre, d'autant que Marie d'Antioche ne dispose guère d'un réseau d'influence étendu. Michael Angold affirme que le choix de cette régente brise l'équilibre fragile sur lequel repose le pouvoir impérial : « La vie politique byzantine reposait sur un équilibre délicat entre les intérêts que Manuel Comnène était parvenu à préserver. Maintenant qu'il avait disparu, les disputes politiques étaient prêtes à éclater au moindre prétexte. » Des contestations du pouvoir apparaissent alors rapidement, portées par Andronic, qui représente cette famille Comnène étendue qui aspire à accéder au pouvoir et qui s'appuie sur les membres de l'ancienne aristocratie mis de côté par le réseau familial impérial. Ainsi que l'exprime Élisabeth Malamut : « Les jalousies s'exacerbaient au sein de la proche famille jusqu'au point où Andronic avec la complicité du peuple et de l'aristocratie des fonctionnaires de Constantinople, qui se sentaient trahis dans leurs aspirations par le système Comnène, se hissa au faîte de l'Empire. » La suite des événements avec le règne d'Andronic Ier Comnène confirme ce constat de fragilité du système établi par les Comnène et en vingt ans seulement, l'œuvre restauratrice et refondatrice d'Alexis Ier Comnène et de ses successeurs est mise à mal.